# Толстой, Николай Сергеевич
Николай Сергеевич Толстой, граф (19 (31) декабря 1812 — 1875) — помещик Воскресенской волости Нижегородской губернии, чья книга «Заволжские очерки» является одной из первых краеведческих работ о крае и считается ценным источником по истории и этнографии Макарьевского уезда.

## Биография
Родился 19 декабря 1812 года в семье бывшего нижегородского вице-губернатора Сергея Васильевича Толстого и Веры Николаевны Толстой (в девичестве Шеншиной). Был вторым ребёнком в семье. Его детство и юность прошли в Петербурге, Симбирске, Нижнем Новгороде, а также в родовом имении Ключищи. Приходился троюродным братом Льву Николаевичу Толстому.
Окончил школу гвардейских подпрапорщиков. Служил в лейб-гвардии Волынском полку, стоявшем в Ораниенбауме. Увлекался охотой, держал несколько медведей, играл на скрипке.
По выходе в отставку, в 1830-х годах ездил свататься к Лидии Николаевне Левашовой — дочери нижегородского помещика. Однако её отец, Николай Васильевич Левашов, — участник войны 1812 года, в чьём московском доме собирался литературный салон, в числе посетителей которого были В. А. Жуковский, А. И. Герцен, Н. П. Огарев, А. С. Пушкин, П. Я. Чаадаев, А. А. Дельвиг, был недоволен этим, он полагал, что Толстой обладал «невысокими умственными достоинствами и плохим характером». А. И. Дельвиг, — зять Николая Васильевича, так описывал Толстого в это время:

«Брат её (Николай Сергеевич) был простой откровенный человек. Он часто играл с тестем моим (Николаем Васильевичем) в шахматы, причем они постоянно и не на шутку ссорились. Он очень любил музыку и охоту и … много играл на скрипке и держал медведей (помнится четырёх). Он много говорил, любил длинно рассказывать анекдоты…»— 
Кроме того, согласно тем же воспоминаниям Дельвига, Николай Васильевич думал, что истинной причиной свадьбы Толстого с Лидией был лишь его расчёт на получение её наследства. Но, в итоге, Николай Васильевич всё же дал своё согласие, и свадьба была сыграна.
С 1850-х годов Толстой начал сотрудничать с журналом «Московские ведомости» (рус. дореф. Московскія Вѣдомости), где печатал свои статьи о природе, хозяйстве и обычаях Макарьевского уезда.
В 1852 году вышел в свет первый том его двухтомника «Заволжские очерки», состоящий из очерков о природе, хозяйстве и обычаях заволжских уездов Нижегородской губернии. Работу высоко оценили известные литераторы середины XIX века, среди которых А. И. Дельвиг, Л. Н. Толстой и Н. А. Добролюбов, которой написал на неё рецензию.
В годы Крымской войны Толстой был в ополчении. После войны в 1857 году он издал второй том своей книги. Он также был высоко оценен, в том числе Добролюбовым, который написал на эту работу ещё одну рецензию.
Умер Николай Сергеевич в 1875 году от воспаления лёгких, оставив после себя сына и дочь. Похоронен на Ваганьковском кладбище.

## «Заволжские очерки»
В 1852 году была выпущена книга Н. С. Толстого «Заволжская часть Макарьевского уезда Нижегородской губернии», а чуть позже были напечатаны «Заволжские очерки. Практические взгляды и рассказы графа Толстого», являвшиеся фактическим продолжением предыдущей. Данные книги представляют собой сборники статей, которые были напечатаны Николаем Сергеевичем в журнале «Московские ведомости» в 1850-х годах, когда он почувствовал себя «зрелым, самостоятельным человеком, готовым поведать о своём жизненном опыте и изложить собственные идеи».
«Заволжские очерки», согласно оценке Добролюбова, ценны, в первую очередь, тем, что написаны на основании собственных наблюдений автора. Добролюбов также отмечал высокое качество изображения Толстым в своих очерках социальной жизни деревни, как русских, так и марийских крестьян. Рассуждая о второй части «Заволжских очерков», Добролюбов заявлял, что очерки Толстого полезны также и тем, что позволяют представить реальное состояние нравственности населения, поскольку «живые рассказы», как он характеризует эти очерки, всегда лучше передают истинную жизненную атмосферу, нежели официальные статистические данные.
На время «Заволжские очерки» были забыты. В XX веке на них обратил внимание марийский фольклорист В. А. Акцорин, который занимался изучением обрядов и поверий своих предков, после чего «Заволжские очерки» вновь стали востребованы, в первую очередь, среди исследователей марийского фольклора, этнографии, философии. Также, согласно Н. В. Морохину, — исследователю фольклора и этнографии Нижегородского Поволжья, «Заволжские очерки» любопытны для современных исследователей ещё и тем, что представляют собой раннюю фиксацию народных поверий, когда «низшая демонология не была … осмыслена научно».

## Комментарии
1. ↑  При жизни автора издавалась как две отдельные книги.